# Памятник советским танкистам-освободителям Киева
Памятник советским танкистам-освободителям Киева — памятник в Киеве по проекту архитектора Э. А. Бильского, в честь танкистов 3-й гвардейской танковой армии, 6 ноября 1943 года принявших участие в освобождении Киева от немецкой оккупации. Находится на углу проспекта Победы и улицы Нестерова, возле дома № 52/2 по проспекту Победы, напротив одного из цехов Первого киевского машиностроительного завода (бывший завод «Большевик»), недалеко от станции метро «Шулявская». Установлен 3 ноября 1968 года, в 25-ю годовщину освобождения Киева. Решением исполнительного комитета Киевского горсовета народных депутатов от 27 января 1970 года № 159 памятник взят под охрану как памятник истории, без присвоения охранного номера.

## История
Советские войска вступили в Киев в ночь с 5 на 6 ноября 1943 года. Первыми в город вошли бойцы 51-го стрелкового корпуса — со стороны Подола и 22-й танковой бригады 3-й гвардейской танковой армии, наступавшей с запада, вдоль Брест-Литовского шоссе. В авангарде шёл танк гвардии старшины Н. Шолуденко, которой в районе завода «Большевик» был подбит, Шолуденко при этом получил смертельные ранения. Впоследствии в честь этих событий Брест-Литовское шоссе было переименовано в проспект Победы, а соединенная с ним улица Керосинна получила имя Шолуденко. В 1968 году в честь вошедших в Киев танкистов был построен памятный монумент. Установленный на нем Т-34-85 прибыл к месту установки своим ходом, и так же заехал на постамент.

## Описание
Памятник имеет вид танка Т-34-85, установленного на бетонной полосе в виде пандуса длиной 43 м, символизирующей фронтовые пути. Полоса-пандус опирается на гранитный парапет, находящийся посреди клумбы, украшенной зелеными насаждениями. Первоначально на парапете была размещена надпись «Советским воинам-танкистам — освободителям Киева», выполненный из букв желтого металла. По состоянию на 2016 год часть букв отсутствовала, по состоянию на 2017 надпись отсутствует полностью. Памятник расположен на небольшой площади, вымощенной бетонными плитами, которая может быть применена для проведения торжественных церемоний. В 1982 году по краю площади были размещены стелы, посвященные городам-героям, в середине стел находится земля из соответствующих городов. Стеллы составляют вместе с памятником общий ансамбль.
Танк Т-34-85 выкрашен в темно-зеленый цвет. С даты установки и долгое время он имел на башне изображение Знака «Гвардия»  и бортовой номер 111, нанесённый с обеих сторон. Приблизительно в 2011 году с левой стороны башни вместо номера и знака была нанесена надпись на русском языке «За нашу Советскую Родину!!!». По состоянию на 2016 год танк имел с обеих сторон башни б/н 111 уменьшенного размера, дополненный с левой стороны прямоугольником цветов государственного флага Украины, по состоянию на 2017 год все надписи и изображения были закрашены, по состоянию на 2020 год танк имеет только б/н 111 небольшого размера.

## Инциденты

### Попытка поджога (2010)
В ночь на 14 ноября 2010 года неизвестные швырнули в памятник бутылку с зажигательной смесью. Танк получил незначительные повреждения — немного обгорела краска в районе задних катков. В СМИ высказывалось предположение, что к инциденту могла иметь отношение организация «Братство», а затем был приурочен к годовщине УПА — ответное сообщение появилось на сайте Братства. На видеохостинге YouTube также было размещено видео с момента поджога.

### Разрисовка (2016)
10 июля 2016 года супружеская пара киевлян, находясь в состоянии алкогольного опьянения, раскрасила танк белыми полосами. Супруги были задержаны полицией на месте правонарушения. Свои действия они объяснили тем, что танк возмутил их своим цветом, а также тем, что они хотели обратить внимание общественности.

### Замена названий городов (2022)
10 апреля 2022 года активисты и тероборона убрали со стел у памятника названия белорусских и российских городов-героев, получивших это звание после Второй мировой войны. Были убраны названия «Москва», «Ленинград», «Сталинград», «Тула», «Мурманск», «Смоленск», «Новороссийск», а также «Минск» и «Брест». Их названия на стелах заменили на названия городов-героев Украины: Харьков, Херсон, Чернигов, Николаев, Волноваха, Ахтырка, Буча, Ирпень, Гостомель и Мариуполь.
Из предыдущих названий оставили только украинские — Киев, Севастополь, Одесса и Керчь, несмотря на то, что Севастополь и Керчь находятся под контролем Российской Федерации. «Город-герой» — высшее отличие, которым удостоены четыре украинских города, прославившиеся героической обороной во время Второй мировой войны. С тех пор ни один город не имел такого звания.